# 최세경
최세경(崔世卿, 1922년 6월 14일 ~ 1997년 7월 23일)은 대한민국의 언론인이다. 제3대 KBS 사장, 제8·9대 국회의원을 지냈다. 본관은 삭녕이며, 경상남도 사천 출생이다. 호(號)는 석주(石宙)이다.

## 학력
- 경성 제1고등보통학교(현 경기고등학교) 수료
- 일본 제6고등학교(현 오카야마대학) 졸업
- 서울대학교 문리과대학 국어국문학과  중퇴
- 대한민국 국방대학교 행정학사 2기(1957년)

## 경력
- 부산일보 논설위원
- 국가재건최고회의 의장고문
- 공보부차관
- 부산일보 사장
- 민주공화당 창당준비위원
- 민주공화당 경남제2지구당위원장
- 한국방송공사 사장

## 수상
- 국민훈장 모란장 (1970)

## 역대  선거 결과
|  | 63.67% |

|  | 27.82% |